# هاوکر سیدلی تریدنت
هاوکر سیدلی تریدنت (به انگلیسی: Hawker Siddeley Trident) هواپیمای مسافربری سه موتوره و نزدیک‌بُرد که توسط کارخانهٔ معروف «دهاویلند» (de Havilland)، در بریتانیا ساخته شد و در ۵ مارس سال ۱۹۶۴ میلادی، اولین آزمایش فرود خودکار آن انجام گرفت.